# Stéphane Pichot
Stéphane Pichot (* 2. September 1976 in Ernée, Pays de la Loire) ist ein ehemaliger französischer Fußballspieler.

## Karriere
Der Abwehrspieler begann seine Profi-Karriere 1996 bei Stade Laval und spielte bis zum Sommer 2000 in 140 Ligaspielen. Es folgte im Juli 2000 ein Wechsel in die Ligue 1 zum OSC Lille, wo er sich im Laufe zum Leistungsträger entwickelte. Mit diesem spielte er auch in der UEFA Champions League. Im Jahre 2004 folgte dann ein Angebot von Paris Saint-Germain, das er dann annahm. 2006 gewann er mit dem Hauptstadtklub den französischen Pokal. In seinen zwei Jahren beim PSG kam er zu 57 Einsätzen, bevor er sich dem FC Sochaux anschloss. Mit dieser Mannschaft gewann er 2007 ebenfalls den französischen Pokal. Am 30. Juni 2009 unterschrieb Pochot dann einen Zwei-Jahres-Vertrag beim damaligen Zweitligisten Racing Straßburg. 2010 stieg er mit dem Verein in die Drittklassigkeit ab.
Der Wiederaufstieg mit Racing scheiterte. Am 11. Juli 2011 unterschrieb Stéphane Pichot in Belgien bei Royal Mouscron-Péruwelz, dem Nachfolgeverein des insolventen Excelsior Mouscron. Hier beendete er nach der Saison 2013/14 seine aktive Karriere.

## Erfolge

### Mit den Vereinen
- Französischer Pokalsieger: 2006, 2007